# Masato Hashimoto
Masato Hashimoto (født 12. oktober 1989) er en japansk tidligere professionel fodboldspiller.
Han har spillet for flere forskellige klubber i sin karriere, herunder Urawa Reds, Tochigi SC, V-Varen Nagasaki, SC Sagamihara og Grulla Morioka.